# Ісраель Аврахам Рабин
Ісраель Аврахам Рабин (1882, Проскурів, Російська імперія — 18 вересня 1951, Хайфа, Ізраїль) — історик, гебраїст, діяч релігійного сіонізму. Батько Міхаеля Рабіна.

## Біографія
Народився в Проскурові (тепер Хмельницький) у родині потомствених рабинів. Здобув традиційну релігійну освіту. Вивчав історію та семітські мови у Бернському університеті. У 1907 році отримав ступінь доктора філософії.
У 1909 році емігрував до Ерец-Ісраель. У період з 1909 по 1911 роки обіймав посаду викладача послебіблійської історії в учительській семінарії «Езра» в Єрусалимі.
У 1911 році покинув країну, щоб очолити Єшиву (Вищу школу юдаїзму) в Одесі.
З 1914 року жив у Німеччині. У період з 1915 по 1918 роки обіймав посаду викладача післябіблейської літератури та історії в Гіссенському університеті Ю. Лібіха, а в 1918—1921 роках — в університеті Франкфурта-на-Майні. З 1921 до 1929 року працював у єврейській теологічній семінарії в Бреслау, а з 1929 року — в університеті Бреслау.
Відразу після заснування руху Мізрахі став активним членом руху.
З приходом нацизму до Німеччини в 1935 році покинув країну. Оселився у Хайфі, де кілька років керував школою руху Мізрахі. В останні роки життя очолював релігійну раду Хайфи.